# 599 Lexington Avenue
Il 599 Lexington Avenue è un grattacielo di Manhattan, alto 199 m e costruito tra il 1984, quando ne fu acquistata l'area, e il 1986.